# Иконическая память
Иконическая память (от греч. εἰκών — «образ», «изображение») — послеобразная сенсорная память, образы которой сохраняются в течение короткого промежутка времени (до 1 секунды) после краткого визуального стимула.
В 1898 г. Б. Эрдманн и Р. Додж доказали, что глаз получает информацию только во время коротких пауз между саккадами (быстрые скачки глаз). Помимо этого, поток поступающей зрительной информации прерывается морганием (в среднем около 30 раз в минуту), но благодаря иконической памяти мы видим мир постоянным.
В основе искусства кино лежит свойство иконической памяти сохранять зрительный образ в течение определённого промежутка времени и накладывать вновь поступившую информацию на сохранившуюся.

## Феномены
П. Линдсей и Д. Норман приводят в пример следующие феномены иконической памяти:
- Если похлопать пальцами по своей руке, можно проследить за непосредственными ощущениями, за тем, как они исчезают и превращаются в воспоминания;
- Если закрыть глаза, а потом на мгновение открыть их, увиденная четкая яркая картина на некоторое время сохраняется, а потом медленно исчезает;
- Услышав короткий звук, можно проследить за тем, как его четкий образ быстро исчезает из сознания;
- Если перед глазами поводить карандашом, глядя прямо перед собой, можно увидеть расплывчатый образ, следующий за движущимся предметом.

Ещё один феномен: если в темноте размахивать светящимся предметом, например, фонариком или зажженной сигаретой, то можно нарисовать какую-нибудь букву, которую другой человек сможет увидеть. Подобным образом немецкий исследователь Сегнер в 1740 г. измерил продолжительность следа зрительной сенсорной памяти и получил величину, равную 0,1 с.

## История исследований

### Ульрих Найссер
Американский психолог У.Найссер ввел термин «иконическая память» в своей работе «Когнитивная психология» в 1967 г.
Найссер назвал «иконической памятью» сенсорную зрительную память, а «эхоической» — слуховую. Необработанная информация, поступающая от зрительного анализатора, сохраняется с высокой точностью в течение не более 1 секунды в иконическом хранилище. В эхоической памяти длительность хранения немного больше — около 3 секунд.

### Эксперименты Дж. Сперлинга
Американский психолог Джордж Сперлинг открыл существование сенсорного регистра иконической памяти.
Сперлинг пытался объяснить способность человека в течение короткого промежутка времени сохранять значительно больший объём информации, чем тот, который он сможет воспроизвести.
Его теоретические построения основывались на:
1. Теории Д. Хебба, который предполагал, что формирование следа памяти на физиологическом уровне включает в себя формирование структурных изменений в нервных клетках — образование особых синапсов («синапсы Хебба»). Фаза активации продолжается на протяжении примерно 0,5 секунды;[3]
2. Модели переработки информации Д. Бродбента, в которой предполагалось, что информация последовательно проходит через два блока — блок S и блок P. Блок S характеризуется значительным объёмом, в нём информация обрабатывается параллельно по сенсорным признакам. В следующем блоке P большое количество информации утрачивается, так как в нём происходит последовательная обработка уже на основе перцептивных признаков.[7]

Для проверки своей гипотезы Дж. Сперлинг провел следующий эксперимент. Чтобы узнать объём информации, запоминаемой человеком в короткий промежуток времени, он с помощью тахистоскопа предъявлял пяти испытуемым матрицу из 4 столбцов и 3 строк, заполненную символами, на 50 миллисекунд, потом предъявлялось нейтральное поле (фон). После знакомства испытуемых с экспериментальной установкой, они самостоятельно нажимали кнопку предъявления раздражителя. В первой серии эксперимента им выдавались пустые таблицы, которые они должны были заполнить символами, которые успели запомнить. Правильным ответом считалось совпадение наименования символа и его места в таблице. В результате этой серии эксперимента в среднем испытуемые запоминали 4,3 символа (от 3,8 до 5,2), что составляет 36 % всей информации. В последующих сериях выяснилось, что результат не меняется даже при изменении времени экспозиции (от 0,015 до 0,5 секунды) и способов предъявления символов (в одну, две или три строки). Сперлинг сделал вывод, что так как предполагаемая система памяти характеризовалась очень коротким временем хранения, возможно, такие результаты были получены из-за того, что для заполнения ответной таблицы им требовалось определённое время, и практически все символы стирались из памяти.
Так как полный отчет был невозможен, Дж. Сперлинг ввел методику частичного отчета. Суть этой методики заключалась в том, что, если испытуемый смог назвать случайно выбранный элемент из всех предъявленных, значит, он запомнил всю таблицу. По аналогичному принципу работает методика проведения экзаменов.
Во второй серии сразу после экспозиции испытуемым предъявлялся звук случайной тональности — низкой (250 Гц), средней (650 Гц) или высокой (2500 Гц), и в соответствии с ним они должны были воспроизвести нижнюю, среднюю или верхнюю строку таблицы. Они не знали, какой тон сейчас прозвучит, поэтому не могли настроиться заранее на восприятие определённой строки. Количество правильно воспроизведенных при частичном отчете символов умножалось на число равновероятных частичных отчетов. То есть, если испытуемый стабильно запоминал 3 символа из 4, то считалось, что ему доступно 9 символов (3х3) и т. д. При применении метода частичного отчета испытуемые воспроизводили от 8,1 до 11 символов, в среднем 9,1 символ из 12 возможных. Результат составил 76 % правильно воспроизведенных символов, это примерно в два раза больше, чем при использовании метода полного отчета.
Таким образом, Дж. Сперлинг счел свою гипотезу о существовании иконической памяти подтвержденной. В последующих сериях он измерял, за какой промежуток времени из сенсорного регистра стирается «лишняя» информация. Для этого варьировалось время между предъявлением стимулов и подачей звукового сигнала от 0 до 1 секунды. Точность частичных ответов оказалась быстро убывающей функцией от задержки сигнала. При задержке в 1 секунду точность частичных ответов приближалась к точности полных. Таким образом экспериментально доказано, что время хранения информации в иконическом хранилище не превышает 1 секунды.
Дж. Сперлинг считал, что сенсорный регистр появился как эволюционное приспособление к постоянно изменяющимся условиям среды. Длительность фиксационной фазы глаза (промежуток между саккадами) соответствует времени хранения в иконической памяти. То есть особенности зрительной сенсорной памяти идеально подходят к физиологии зрительной системы. Поэтому зрительный сенсорный регистр Сперлинг рассматривал как инерционный след ощущения действующего раздражителя.
Позднее Н. Морэй взял за основу эксперимент Дж. Сперлинга и повторил его в слуховой модальности для исследования эхоической памяти.

### Модель памяти Аткинсона-Шиффрина
В 1968 г. Р. Аткинс и Р. Шиффрин предложили модель памяти, состоящую из трех структур:
1. Сенсорный регистр
2. Кратковременное хранилище
3. Долговременное хранилище

В сенсорный регистр информация поступает от всех видов чувствительности. Иконическая память рассматривалась авторами как подотдел сенсорного регистра, связанный со зрительным анализатором.

### Эксперимент Н. Ю. Вергилеса и В. П. Зинченко
Исследование иконической памяти было продолжено русскими авторами Н. Ю. Вергилесом и В. П. Зинченко в 1969 году.
Они применяли методику частичного отчета совместно с методом стабилизации изображения на сетчатке. Испытуемому на глаз прикреплялась специальная присоска с закрепленной на ней матрицей, которая перемещалась вместе с движением глаза. Таким образом изображение проецировалось в одно и то же место сетчатки. Матрица состояла из трех строк по 12 символов в каждой, всего 36 символов. В связи с адаптацией у испытуемого появлялся «эффект слепого глаза» — он переставал видеть матрицу. Яркость изображения постепенно увеличивалась, потом напряжение резко сбрасывали и предъявлялось нейтральное поле. В результате испытуемый видел четкий послеобраз стимульной таблицы. Далее, как и в экспериментах Дж. Сперлинга, по звуковому сигналу случайной тональности испытуемый должен был воспроизвести нужную строку. В этом эксперименте, благодаря усовершенствованной методике, число правильно воспроизведенных символов резко повысилось. Испытуемые могли вспомнить 10-12 символов из строки. То есть границы емкости иконической памяти расширились с 9 до 36 элементов.

## Эффекты

### Эффекты модальности

#### Краевой эффект
Из-за разницы в длительности хранения информации в иконической (до 1 секунды) и эхоической памяти (3 секунды), краевой эффект выражен сильнее в слуховой модальности. Различие есть только на концевом участке кривой. То есть, при предъявлении на слух, процент припоминания слов, стоящих в конце списка больше, чем при зрительном. В начальном участке кривой такого различия нет. Другими словами, последние слова из списка запоминаются лучше, когда испытуемый их слышит, чем, когда их видит. Это объясняется тем, что при слуховом предъявлении последние элементы ещё звучат какое-то время наподобие эха.

#### Воспроизведение после предъявления с большой скоростью
Ещё один эффект проявляется при предъявлении стимулов на большой скорости. За счет большей длительности хранения следов памяти в эхоическом регистре, запоминание стимулов, предъявляемых на слух с большой скоростью выше, чем если их предъявлять зрительно, так как в эхоической памяти на момент воспроизведения сохраняется больше элементов.

#### Эффект обратной маскировки
Эффект иконической памяти, связанный с наложением одного зрительного образа на другой, при условии их предъявления с интервалом не большим чем 100 миллисекунд, называется эффектом обратной маскировки. След предыдущего ощущения ещё не успевает исчезнуть до появления нового стимула. Например, если показать букву, а потом в течение 100 миллисекунд в том же месте зрительного поля показать кольцо, то испытуемый будет воспринимать букву в кольце.

### Феномен эйдетики
Феномен эйдетики, заключающийся в возможности удерживать в памяти зрительный образ в течение длительного времени (нескольких минут), может быть объяснен как избыточное функционирование иконической памяти.

## Альтернативное объяснение феноменов иконической памяти с точки зрения теории микрогенеза восприятия
В 1893 году профессор Одесского университета Н. Н. Ланге опубликовал работу, в которой, основываясь на своих опытах с тахистоскопическим предъявлением изображений предметов, он описывает восприятие как процесс микрогенетического развития: «Процесс всякого восприятия состоит в чрезвычайно быстрой смене целого ряда моментов или ступеней, причем каждая предыдущая ступень представляет психическое состояние менее конкретного, более общего характера, а каждая следующая — более частного и дифференцированного». Таким образом, восприятие определяется им как разворачивающийся во времени процесс, а не как мгновенный полный снимок видимой сцены — «иконическая репрезентация».
Б. М. Величковский обосновывает теорию микрогенеза, согласно которой восприятие проходит ряд последовательных этапов: сначала происходит динамическая локализация предмета в трёхмерном пространстве, потом спецификация его общих очертаний, и лишь затем инвариантное восприятие тонких внутренних деталей. Обычно цикл микрогенеза восприятия занимает до 300 миллисекунд и требует участия внимания.